# María Ruido
María Ruido (María Luz López Ruido) ([Pidre [Xinzo de Limia]], Orense, 1967) es una artista visual española, realizadora de vídeo, investigadora y productora cultural.

## Biografía
Procedente de una familia gallega de clase trabajadora, María Ruido se licenció en 1991 en Historia en la Universidad de Santiago de Compostela. Se doctoró en Bellas Artes en la Facultad de Bellas Artes de Pontevedra por la Universidad de Vigo (con una tesis que versó sobre la identidad, el cuerpo y el contexto social) y ha cursado estudios de Teoría del Arte en el Centro de Arte y Comunicación de Lisboa. Actualmente vive en Tánger y en Barcelona, donde imparte clases en la Universitat de Barcelona como profesora en el Departamento de Diseño e Imagen de la Facultad de Bellas Artes. Desde 1998 su trabajo artístico y su producción escrita se han centrado en el desarrollo de estudios sobre las políticas de representación y sus relaciones contextuales. En su producción videográfica, destaca la constante relectura de materiales de archivo a través del re-montaje y la recontextualización.

## Práctica artística
Ha trabajado la performance, la videoacción, el formato documental, el cine-ensayo y la videoinstalación. Principalmente trabaja en formato vídeo aplicando un “repensamiento crítico” a imágenes procedentes de material de archivo (o found footage) combinadas con producción videográfica propia. Con esta fórmula ha elaborado proyectos interdisciplinares que se han enfocado en temas como la formación de los imaginarios del trabajo en el capitalismo postfordista, la construcción de la memoria y sus relaciones con las formas narrativas de la historia o la construcción social del cuerpo y la identidad. Recientemente se ha interesado por los nuevos imaginarios decoloniales y sus posibilidades emancipatorias. “Trabajo con imágenes como una praxis política”, ha declarado.
Dos elementos fundamentales en sus trabajos videográficos y fotográficos, son, por un lado, el uso de material de archivo y por otro, el uso de entrevistas y fuentes testimoniales relacionadas con los temas que investiga. A veces también recurre a experiencias de su propia vida personal o familiar con el fin de “contextualizar sus proyectos artísticos dentro de un marco histórico y cronológico concreto”.
Entre sus publicaciones destacan textos como: “Mamá, quiero ser artista! Anotaciones sobre la situación de algunas trabajadoras en el sector de la producción de imágenes, aquí y ahora”, “A la deriva por los circuitos de la precariedad femenina”, “La máquina retórica. Construcciones de género, asimilaciones y resistencias en la cinematografía española y argentina de los años 40 y 50”.
Su núcleo de referentes es amplio y abarca desde el productivismo soviético a las vanguardias de los años sesenta y setenta, de la crítica feminista a la construcción de la mirada o la primera generación del vídeo y la guerrilla television, como ella misma reconoce. María Ruido cita también entre sus influencias a referentes como Marguerite Duras, Hito Steyerl, Agnès Varda, Harun Farocki, Jean-Luc Godard, Alexander Kluge, Chris Marker, Féliz Pérez-Hita o Pier Paolo Pasolini, a quienes está dedicada su pieza ElectroClass.

## Obra cinematográfica
En 1997, María Ruido desarrolla dos videoacciones: La voz humana y Cronología, en el marco de la Escuela de Imagen y Sonido coruñés. En La voz humana, partiendo de un fragmento del libro de Miguel Cereceda El origen de la mujer sujeto, reflexiona sobre la voz y el discurso de las mujeres, que no siempre es propio, sino que con frecuencia reproduce simplemente las formas patriarcales. El escrito que enmarcaba esta acción arrancaba con las palabras de Ingebord Bachman en Malina: “La Esfinge: “Voy a revelarle un secreto terrible: el lenguaje es el castigo. En él tienen que entrar todas las cosas y en él tienen que parir según su culpa y la medida de su culpa”.
La segunda videoacción, Cronología, avanza otro de los temas neurálgicos de su trayectoria, la separación entre Historia e historia. La acción consistía en el recorrido fragmentario por un libro de historia contemporánea paralelo al recorrido por el propio cuerpo del artista, donde se marcaban determinadas fechas clave dentro de la cultura occidental.
De nuevo en la Escuela de Imagen y Sonido de La Coruña, en 1998, realiza Hansel y Gretel, donde la ingesta de golosinas y la presencia de una pizarra escolar con varios escritos servían para plantear una reflexión sobre el control social y familiar de los cuerpos. Un televisor reproducía una versión animada del popular cuento recogido por los hermanos Grimm. Por otra parte, los textos utilizados conformaban la pieza en vinilo “Las faux palabras” (Las falsas palabras), que también utilizó como parte del proyecto La femme-fleur, presentado en Madrid y en Huesca en 1997, y que dejaba al trasluz los tópicos más comunes asociados con las mujeres en nuestra cultura.
El año 1999, con el apoyo del CGAC (Centre Gallego de Arte Contemporáneo) de Santiago de Compostela, desarrolla Ethics of Care, un videoensayo a partir de la grabación de una rave en la Sala Nasa de Santiago de Compostela en mayo de este mismo año. Proponía el bricolaje y la fragmentación “como una práctica política activa” e indagaba “en la posibilidad de la construcción de una mirada placiente transformadora a partir de una lectura transversal de representaciones mediáticas homologadas (la pornografía, la publicidad o el canon artístico tradicional)”. Se apoyaba también en el escrito “El ojo saturado de placer: sobre fragmentación, porno-evidencia y brico-tecnología”. Además de ser acogida dentro de “Lost in Sound”, en las instalaciones del CGAC en este año, la pieza formaría parte del ciclo de proyecciones “Buen rollo” programada por el MACBA de Barcelona para dar “cuenta de las historias de las culturas musicales con un especial énfasis en sus aspectos políticos y sociales, es decir, teniendo en cuenta tanto las formas artísticas como las formas de vida alternativa y los contextos donde se sitúan”.

Desde el 2001, María Ruido forma parte del grupo de trabajo “El Sueño Colectivo”, junto con la artista Virginia Villaplana y la gestora cultural Montse Romero.
En 2003 recibió el premio premio Nuevos Medios en Generaciones (Madrid) por su obra La memoria interior. El proyecto, apoyado por el Ministerio de Cultura y la distribuidora de videoarte Hangar (muy vinculada como productora a su trayectoria), es fruto de un viaje a Alemania que la artista realizó a finales del 2000, y de dos años de investigación personal sobre la construcción de la memoria y los mecanismos de producción de la historia. Partiendo de su propia historia familiar, la autora se remonta a la notable emigración de españoles hacia Europa en los años sesenta y setenta y reflexiona sobre los procesos del olvido y el recuerdo para establecer una defensa de la construcción de la memoria personal y colectiva, como reivindicación política, frente a la historia y la memoria oficiales. 
Junto a Uqui Permui, y como comisaria, entre 2002 y 2003 desarrolla Cuerpos de producción, un proyecto interdisciplinar de intervención en el espacio urbano de Santiago de Compostela en el cual colaboraron artistas, activistas y teóricos procedentes de mucho varios campos. Con el subtítulo “Miradas críticas y relatos feministas en torno a los sujetos sexuados en los espacios públicos”, el proceso de trabajo llevó un año, dentro del cual hubo dos fases diferenciadas y que, en último término, pretendía el diálogo entre artistas, colectivos y público. “Partiendo de la confluencia con ciertos discursos alternativos (o abiertamente discrepantes) a los elaborados por las instituciones homologadas, Cuerpos de producción reflexiona sobre los mecanismos de generación de conocimientos, sobre la posibilidad de construir imágenes críticas de nuestros cuerpos en los espacios públicos, sobre nuevas formas de visibilidad implicada y sobre la confluencia de algunas prácticas artísticas y algunas prácticas políticas en esta última década”.
Tiempo real es un ensayo documental que combina material de archivo, entrevistas e imágenes grabadas por la propia cineasta en la Barcelona del momento. La pieza versa sobre “la posibilidad/oportunidad de construir una visibilidad y una narratividad propias de la nueva clase trabajadora (…) alejadas del cine militante clásico o del documental televisivo biempensante y, a la vez, reflexiona sobre la capacidad de generar formas políticas efectivas a través de textos (imágenes y palabras) que desalojen las estrategias de la acción del ámbito productivo y las reintrodujesen, como apunta Paolo Virno, en la esfera pública”.
A partir de su posición como “trabajadora cultural”, la artista traza en Tiempo real una reflexión sobre el concepto de trabajo, que en las últimas décadas se ha transformado radicalmente, e incide en la precariedad del trabajo efectuado por mujeres y en las implicaciones del llamado “trabajo inmaterial”. A su vez, apunta como las dicotomías espaciales y conceptuales entre tiempos/lugares de ocio y laborales ya no resultan operativas. Plantea una nueva representación como práctica política a partir de dos ejes principales, “(des)organización” y “(re)alojo”, y recorre en parte del metraje a la deconstrucció del largometraje Jeanne Dielman, 23 Quai lleva Commerce, 1080 Bruxelles, de la cineasta belga Chantal Akerman sobre el cual Ruido incorpora la lectura de pasajes en off de Robert Musil, Franz Kafka o Donna Haraway.
Cómo expone Patricia Mayayo en el artículo “Otros miradas: mujeres artistas, nuevas tecnologías y capitalismo transnacional”, “el sistema económico actual se ha expandido en el territorio más privado de nuestra experiencia para convertirla en experiencia de producción: las nuevas formas de ocupación (muchas de ellas vinculadas a la externalización de servicios, la extensión del trabajo autónomo y de los contratos por obra o la multiplicación incesante de las variaciones en los tipos de contrato), la dislocación de los tiempos y los espacios de trabajo (en los horarios flexibles, a tiempo parcial, en el teletrabajo y los talleres domésticos), el desarrollo de nuevas tecnologías que presuponen la disponibilidad constante de la trabajadora o trabajador (móvil, correo electrónico, etc.) y la conversión de la subjetividad misma del individuo (la paciencia, la capacidad de trabajar en equipo, la versatilidad…) en herramienta productiva hacen que vivamos, como subraya el vídeo de María Ruido, en el tiempo del “trabajo total”, de los cuerpos productivos más allá del horario laboral”. Este vídeo se exhibió por vez primera como parte de una exposición comisariada a finales de 2003 por Montse Romero en la sala Montcada de la Fundación La Caixa de Barcelona bajo el título Trabajo total.
De 2005 datan la instalación Banco de espacio y la película Ficciones anfibias. La primera fue concebida por el proyecto Corner, comisariada por Martí Peran, y consistía en una selección de textos de prensa diaria que tenían que sucederse en un panel electrónico en el escaparate de la Sala de Exposiciones de Caja Madrid en Barcelona. Algunas de estas noticias hacían referencia a la especulación sobre la vivienda en Barcelona y el resto de España. Banco de espacio  nunca llegó a mostrarse porque fue censurada por la misma institución que la comisarió, alegando que dañaba su imagen.
Partiendo de la metáfora del anfibio como vehículo crítico, Ficciones anfibias es un retrato de Tarrasa y Mataró, dos localidades barcelonesas históricamente vinculadas al sector textil, que en la actualidad se han transformado sustancialmente. Combinando nuevamente material de archivo, testimonios de trabajadores, extrabajadores, economistas, etc. y su voz en off, psugiere que la carrera por la competitividad es una de las coartadas utilizadas para justificar el desmantelamiento del estado de bienestar. Evidencia como las dos localidades “convergen en la reutilización de su patrimonio industrial de maneras que olvidan o maquillan, muchas veces, la memoria de la clase trabajadora y la historia de una forma de producción que construyó nuestras ciudades, igual que en estos momentos se diseña lo que serán estas mismas ciudades en el futuro” [web de la autora].
El año 2008, Plan Rosebud. Sobre documentalidades, lugares y políticas de memoria comienza como un proyecto de investigación interdisciplinario centrado en la representación de los dispositivos de control sobre los cuerpos y las subjetividades durante la prolongada dictadura franquista y durante la Transición. Esta obra de casi cuatro horas de duración se estructura en forma de díptico: Plan Rosebud 1: La escena del crimen y Plan Rosebud 2: Convocando a los fantasmas; cada parte, a su vez, se subdivide en cuatro capítulos y tres intermedios. Plan Rosebud 1 se centra en el debate social suscitado por la llamada Ley de Memoria Histórica en España y plantea el contraste existente entre los lugares de memoria, las políticas de memoria y las industrias culturales. Plan Rosebud propone comparativas con la historia reciente del Reino Unido, la era del thatcherismo y otras políticas de memoria europeas activadas después de la Segunda Guerra Mundial.
En relación con el concepto de “memoria histórica”, María Ruido ha expuesto: “La combinación “memoria histórica” es una especie de oxímoron imposible. Son dos cosas diferentes que utilizamos de una manera solapada. Es obvio que la historia es un relato académico, que se nutre de la memoria. Pero la memoria colectiva se construye a través de muy diferentes agentes institucionales de poder, desde la escuela hasta los media. Convierte el documento en monumento. En algo inamovible, que no se puede pensar de otro modo, que es así. Carme Molinero me explicó que el trabajo de los historiadores consiste a delimitar ambas y repensar la segunda documentalmente. No para apropiarse de ella, sino para desentrañar esta institucionalización que, además, depende del momento y del lugar (…)”.
También en el 2008, María Ruido fue investigadora invitada en el CILAVS (Centre for Iberian and Latin American Visual Studies, Departamento de Estudios Culturales español, portugués y latinoamericano) en Birkbeck College, de la Universidad de Londres.
En colaboración con Pablo Marte, desarrolla en 2009 el proyecto Zona franca, posteriormente integrado en la exposición Low Cost (FAD, Barcelona 2009). El tema central es la zona franca del puerto barcelonés, antigua zona industrial y comercial que ha experimentado una reconversión capitalista orientada a los servicios y al turismo. ahora nuevo blanco para la especulación inmobiliaria.
La artista gallega vuelve sobre la memoria de la Transición en Lo que no puede ser visto debe ser mostrado, cortometraje realizado en 2010 “a partir de ciertas producciones del cine militante que contradicen las imágenes oficiales con las cuales se ha elaborado nuestra memoria del final del franquismo y del inicio de la democracia”. En esta pieza se hace un especial énfasis en el fuera de campo, en aquellas imágenes que no existen y que, por lo tanto, se han obviado en la transmisión oficial de una determinada memoria histórica. “El título del documental remite al imperativo ético de las imágenes formulado por Wacjman en su reflexión sobre el arte en el siglo XX. La capacidad de hacer ver las cosas propias del arte se transforma en la posibilidad de hacer surgir en lo visible aquello que falta, lo que no puede verse. Ahondando en esta propuesta, María Ruido fundamenta su trabajo en este mostrar lo que no puede ser visto y que, por lo tanto, está ausente de la representación que se ha transmitido como memoria histórica”.
En 2011, María Ruido se enfoca en Bilbao. ElectroClass, producida por Consonni, es una pieza donde se nutre, entre otras fuentes, de material procedente del archivo de la televisión autonómica ETB para reflexionar sobre la disolución del concepto tradicional de clase trabajadora, los efectos del capitalismo en las condiciones laborales a lo largo del tiempo y la transformación urbana. “La película explora la posibilidad de construir, mezclando los escombros de esta misma narración con un corte de otra película o una canción del rock radical vasco, un nuevo imaginario para la clase trabajadora postindustrial. “Esto es el que la hace incómoda”, arriesga Ruido. “Que usando las mismas imágenes, las que están en el archivo, en su mayoría ya emitidas, se puede describir la connivencia de los políticos y estas oligarquías que se lucran con la privatización del espacio público. Es la mezcla lo que inquieta. El potencial de una imagen puesta junto a otra”.
Margot Vollmer in Madrid es un cortometraje sobre la situación social española en 2012, en plena crisis económica,  comisariado por el Festival Aarhus (Dinamarca). María Ruido lo dirigió y guionizó nuevamente junto con Pablo Marte. Después crea su última película hasta hoy: Le rêve est fini / El sueño ha terminado, que combina imágenes grabadas en HD y vídeos en super 8. Se enmarca dentro de un proyecto más amplio titulado “Violencias invisibles”, coproducido por el ARTIUM vitoriano y el MoCAB de Belgrado. La obra parte del concepto de “necropolítica”, acuñado por el politólogo camerunés Achille Mbembe en referencia a la política de inmigración europea. Como en gran parte de su trayectoria, vuelven a converger su trayectoria vital y el contexto histórico presente del Mediterráneo sur, particularmente después de las revueltas árabes en 2011. En aquel momento, la pareja de la realizadora era de Túnez y tuvieron que enfrentarse a varios obstáculos diplomáticos y patriarcales durante su unión. “De esta forma, nuestro trabajo no podía si no imbricar nuestras vidas. Así intentamos reflejarlo a través de imágenes y palabras sobre las dificultades que los dos incorporamos, y a través de los residuos y las huellas de aquellos y aquellas que permanecen en su tumba marítima, ob-scenae, que tienen que permanecer invisibles para el simulacro de la democracia y los derechos humanos neocoloniales y necropolíticos siga funcionando. El sueño europeo se ha acabado, al mismo tiempo que agoniza nuestra hegemonía y se hunde nuestra autonomía; pero también el sueño de la revolución parece haber acabado, al menos momentáneamente, y el levantamiento de África que Frantz Fanon esperaba, está todavía por venir”.

Para mí, la historia del trabajo es la historia de los seres humanos y me pasma que la mayor parte del cine comercial y no comercial (y cine de autor que se hace) ponga en primer plano los conflictos emocionales y nunca se hable de las condiciones materiales o muy pocas veces se hable de las condiciones materiales.
María Ruido, entrevista realizada por la Radio del Museo Reina Sofía.

En 2018 su vídeo Ficciones anfibias (2002) formó parte de las obras procedentes del Museo Centro de Arte Reina Sofía que constituyeron la exposición El poder del arte ubicada en el Congreso de los Diputados y en el Senado, con motivo del 40 aniversario de la Constitución española.

## Filmografía
- Hansel y Gretel (15’), 1997.
- Cronología (9’), 1997. 
- La voz humana (7’), 1997. 
- A Sereíña (22’), 1997. Con Chus Pato y María Esteirán. 
- Ethics of Care (17’), 1999. 
- New Flesh (9’), 2001.
- La memoria interior (33’), 2002.
- Tiempo real (43’), 2003.
- Ficciones anfibias (33’), 2005.
- Las narrativas del trabajo (28’), 2005, en colaboración con Virginia Villaplana y Montse Romero.
- Plan Rosebud 1: La escena del crimen (114’) (2008) 
- Plan Rosebud 2: Convocando a los fantasmas (120’) (2008)
- Zona franca (20’), 2009. 
- Le paradis (4’), 2010. 
- Lo que no puede ser visto debe ser mostrado (12’), 2010. 
- ElectroClass (53’), 2011. 
- La plaza y la galería / La piazza e la galleria (9’30’’), 2013. 
- Le rêve est fini / the dream is over (47’), 2013.
- El ojo imperativo, 2015
- Mater Amatísima (54'), 2017
- Estado de malestar (63'), 2019
- La revolución (es) probable (30'), 2022
- Las reglas del juego (40' 44''), 2022

## Exposiciones individuales
- Total Work (con Ursula Biemann), Sala Montcada, Barcelona, 2003.
- Los trabajos y los días, Galería Ad hoc, Vigo, 2006.
- La escena del crimen, Sala A. Palacios, Círculo de Bellas Artes, Madrid, 2008.
- Work & Words (1997-2008), Museo Carrillo Gil, México D.F., 2009.
- Plan Rosebud: Producing Bodies, Building Memories, C. Puertas de Castilla, Murcia, 2010.
- Visiones Contemporáneas #015, DA2 Domus Artium 2002, Salamanca, 2017.

## Últimas publicaciones
- Ana Mendieta, Fuenterrabía, Guipúzcoa, 2002.
- “Mamá, quiero ser artista! Apuntes sobre la situación de algunas trabajadoras en el sector de la producción de imágenes, aquí y ahora” en el libro sobre el colectivo Precarias a la deriva A la deriva por los circuitos de la precariedad femenina, Traficantes de Sueños, Madrid, 2004.
- “La máquina retórica. Construcciones de género, asimilaciones y resistencias en la cinematografía española y argentina de los años 40 y 50” en el libro Aznar, S. / Wechsler, D. (Eds.): La memoria compartida. Buenos Aires, 2005.
- Uqui Permui / María Ruido (Eds.): Cuerpos de producción: Miradas críticas y relatos feministas sobre los sujetos sexuados en los espacios, Santiago de Compostela, 2005.
- “Justo do it! Cuerpos e imágenes de mujeres en la nueva división del trabajo” en Sánchez Leyva, Mª José / Reigada Olaizola, Alicia (coordinadoras): Crítica feminista y comunicación, Sevilla, 2007.
- María Ruido (ed.): Plan Rosebud: Sobre imágenes, lugares y políticas de memoria, Santiago de Compostela, 2008.

## Algunos festivales y premios
Plan Rosebud 2, mejor documental internacional en el 47.º Festival de Cine Independiente de Nueva York. [“Un documental de María Ruido, premio en Nueva York”, El País, 21 de abril de 2009].
2011: Zinebi 53, Festival Internacional de Cine Documental y Cortometraje de Bilbao – ciclo ARTISTS KILLED MEDIA STARS
2012: Screen from Barcelona, X Screen Festival, Barcelona
9a Muestra de Cine de Lavapiés, Madrid; 23º FID Marseille, Marsella – Sección Écran Parallèl; National Centre for Contemporany Artes, Moscú; Xociviga, 29º de las Jornadas de Cine y Vídeo en Galicia, Orense 